# نیروی حرکت در گیاهان

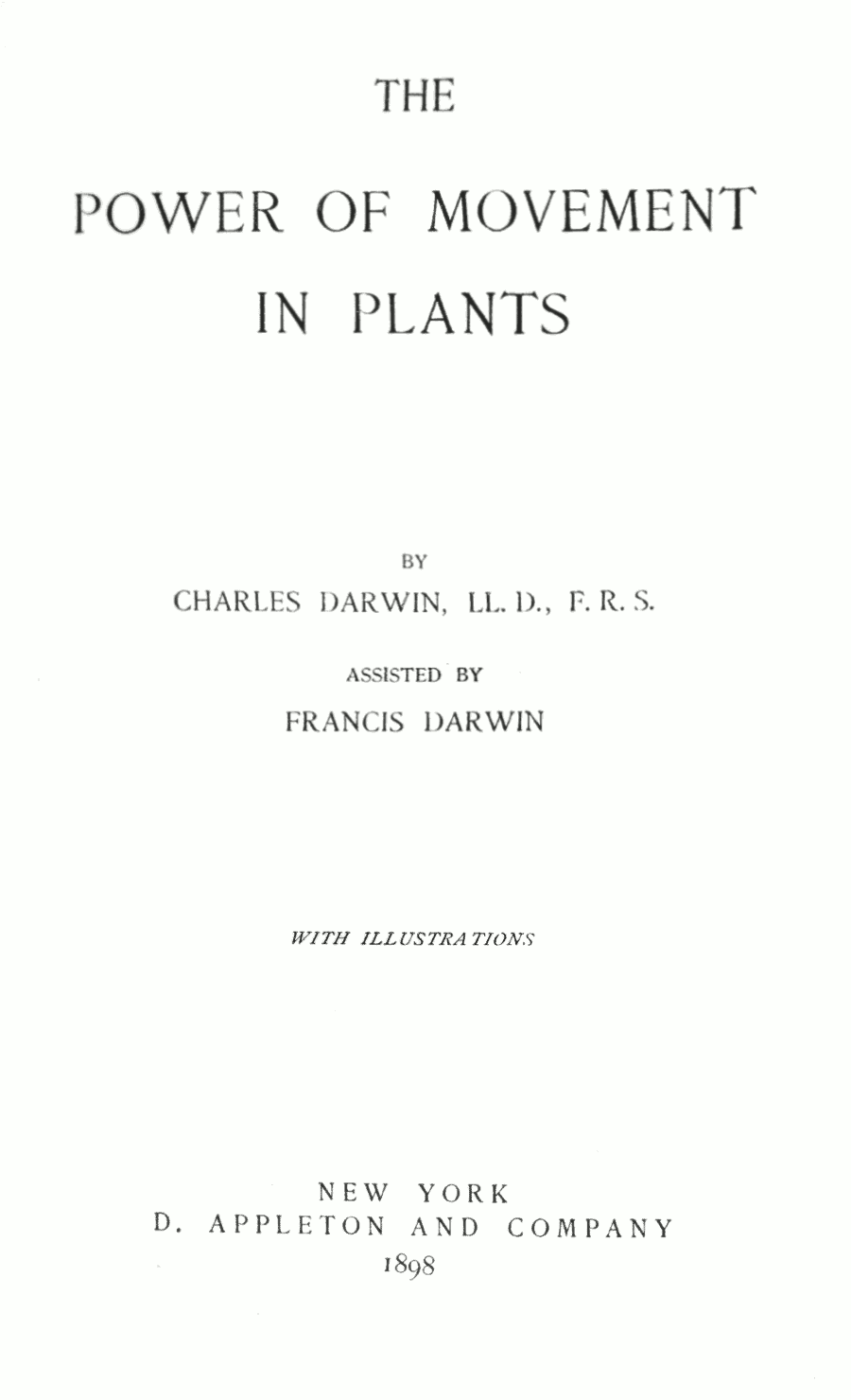

نیروی حرکت در گیاهان (به انگلیسی: The Power of Movement in Plants)، کتابی از چارلز داروین در مورد نورگرایی و دیگر انواع حرکت در گیاهان است. داروین در این کتاب کار خود را در تولید مدارک برای نظریهٔ انتخاب طبیعی ادامه می‌دهد. از آنجایی که این کتاب از آخرین نوشته‌های داروین است و پس از چاپ آن تنها کتاب تشکیل کپک گیاهی از طریق عمل کرم‌ها منتشر شد، پسرش فرانسیس در انجام آزمایش‌های لازم و تهیه دست‌نوشتهٔ آن به پدرش کمک می‌کرد. کتاب نیروی حرکت در گیاهان در ۶ نوامبر ۱۸۸۰ منتشر شد و ۱۵۰۰ نسخهٔ آن به سرعت توسط ناشرش جان موری فروخته شد.
این کتاب نقطه اوج خط سیر طولانی مطالعه در مورد گیاهان است و بلافاصله به‌دنبال کتاب «اشکال مختلف گل‌های گیاهان همان گونه» منتشر شد. (۱۸۷۷)(برای نشریات اضافی در مورد گیاهان، کتاب‌شناسی داروین را ببینید) این مطالعات روی گیاهان ابتدا در کتاب «روش‌های مختلفی که توسط آن‌ها ارکیدهای بریتانیایی و خارجی توسط حشرات بارور می‌شوند، بیان شد. (۱۸۶۲)، این کتابی بود که بلافاصله به‌دنبال آن کتاب خاستگاه گونه‌ها به‌وسیلهٔ انتخاب طبیعی منتشر شد.
او این مقاله را با همکاری پسرش فرانسیس داروین (که در گیاه‌شناسی تخصص داشت) نوشت و طرفدارش جرج رومنس در ویرایش کتاب به داروین کمک کرد. نوشتن کتاب در اواخر سال۱۸۷۷ شروع شد، بعد از کارش روی کتاب بالا رفتن گیاهان(۱۸۷۵) و گیاهان حشره‌خوار(۱۸۷۵) به این موضوع علاقه‌مند شد. آن زمان، داروین از پایان کار خود ناامید بود؛ زیرا این کتاب از انتظارات اصلی او فراتر رفته بود:
«من کتاب نسبتاً بزرگی نوشته‌ام، بیشتر مایه تاسف است، دربارۀ نیروی حرکت در گیاهان، و من درست الان دوباره شروع به گرفتن دومین کارشناسی ارشد کرده‌ام و این کار مزاحم نوشتن کتاب است.»
همان‌طور که کتاب نزدیک به اتمام بود، او دیدگاه اصلی خود را خلاصه کرد:
«کارشناسی ارشد من در مورد حرکت گیاهان است، و فکر می‌کنم که موفق شده‌ام نشان بدهم همه رده‌های خیلی مهم حرکات مدیون اصلاح نوعی حرکت رایج در همهٔ بخش‌های همهٔ گیاهان از زمان بسیار جوانی آنها است.»
این کار به خودی خود به چگونگی پاسخ گیاهان به محرک‌های خارجی بستگی دارد و این مراحل را در گیاهان منحصر به فرد مورد بررسی قرار می‌دهند تا تعدادی از اصول کلی مؤثر بر رشد و زندگی آن‌ها را درک کنند. در این کتاب داروین کارش در توضیح چگونگی کارکرد انتخاب طبیعی و به‌طور مشخص چگونگی سازش گیاهان با محیط‌های مختلف را ادامه می‌دهد در حالی که در همان زمان به تعدادی از مخالفت‌های زمان خودش پاسخ می‌دهد که معتقد بودند نمی‌توان در تغییر پاسخ‌های رفتاری روی فرگشت حساب کرد. داروین در نتیجه‌گیری‌های خود ویژگی‌های کلیدی گیاهان را از چشم‌انداز فرگشتی ارائه داده و نشان می‌دهد تغییر تدریجی این فرایندها در پاسخ به نیروهای انتخاب طبیعی مانند: نور و آب می‌تواند توانایی گسترده‌ای را برای انطباق فراهم کند،
فرایند ایجاد حرکت دایره‌ای یا بیضوی ساقه و نوک گیاهان به عنوان یکی از مهم‌ترین ویژگی‌ها در توانایی گیاهان برای فرگشت و سازگاری با تقریباً هر محیطی در این سیاره شناخته شد. داروین به تشابه بین گیاهان و حیوانات مثل: حساسیت به لمس کردن (بساوش‌گردی)، حساسیت به نور (نورگرایی) و جاذبه (زمین‌گرایی) هم توجه کرد. داروین از روش‌های مختلف پژوهش: معمولاً آزمایش‌های دقیق کنترل‌شده که به‌طور واضح در متن توضیح داده شده است، گزارش نتایج و سپس نتیجه‌گیری کلی استفاده کرد. به‌ویژه مطالعه در مورد شب‌تنجی به علت استراحت داروین و همین‌طور گیاهان بسیار دشوار بود:
«فکر می‌کنم ثابت کرده‌ایم که خواب گیاهان از آسیب دیدن برگ‌ها در اثر تابش می‌کاهد. من به این مسئله خیلی علاقه‌مندم و برای اثبات آن خیلی کار کردیم. چرا که اثبات آن از زمان لینه کار دشواری بوده است. اما گیاهان بسیاری را از بین برده یا به شدت به آن‌ها آسیب زدیم.»

## محتوا
این کتاب به فصل‌های زیر تقسیم شده است، هر کدام از آن‌ها نوعی از حرکت گیاهان را براساس آزمایش‌های خاص داروین و نتایج آن‌ها را توصیف می‌کند.
- فصل اول:حرکت‌های خمشی نهال گیاهان
- فصل دوم:ملاحظات عمومی حرکت‌ها و رشد نهال گیاهان
- فصل سوم:حساسیت نوک ریشه‌چه به تماس و دیگر مواد مضر
- فصل چهارم:حرکت‌های خمشی چندین قسمت از گیاهان بالغ
- فصل پنجم:تقارن اصلاح شده:گیاهان بالارونده، اوپاتنجی
- فصل ششم:تقارن اصلاح شده:حرکت‌های خواب یا شب‌تنجی، کاربردشان: خواب لپه‌ها
- فصل هفتم:تقارن اصلاح شده:شب‌تنجی یا حرکت برگ‌ها هنگام آماده شدن برای خواب
- فصل هشتم:تقارن اصلاح شده:حرکت‌های تحریک شده توسط نور
- فصل نهم:حساسیت گیاهان به نور: اثرات منتقل شده آن
- فصل دهم:تقارن اصلاح شده: حرکت‌های تحریک شده توسط جاذبه
- فصل یازدهم:حساسیت موضعی به جاذبه، و اثرات انتقال آن
- فصل دوازدهم:خلاصه و نتیجه‌گیری

## پذیرش و تأثیر کتاب
براساس گفتهٔ فرانسیس پسر داروین، این کتاب «به‌طور گسترده‌ای مورد بررسی قرار گرفت و هیجان بسیاری در میان تودهٔ مردم برانگیخت.» مقالهٔ مهمی در تایمز لندن در تاریخ ۲۰ نوامبر ۱۸۸۰، یادداشتهایی را از آشنایان و دوستان گردآوری کرد. دکتر ژولیوس ویسنر استاد دانشگاه وین بر این کتاب نقدی نوشت.
در مقدمه نسخه اصلی چاپ انتشارات داکاپو، پیکارد اقرار می‌کند که: «اگر خواسته شود گزارش علمی را را که به وضوح نشانگر آغاز مطالعه مدرن رشد گیاهان است ، انتخاب شود. گروه بزرگی از گیاه‌شناسان کتاب نیروی حرکت در گیاهان نوشته داروین را انتخاب خواهند کرد. او تأثیرات تکنیک‌های داروین را در پژوهش‌های دیگری توسط بویسن جنسن ،فریتز ونت و دیگران بررسی می‌کند که سرانجام منجر به کشف اکسین به عنوان عامل اصلی رشد شد و یادآوری می‌کند که داروین پیشگام استفاده از ساقه‌پوش در مطالعه روی رشد گیاهان است.»